# Kétou
Kétou este un oraș din departamentul Plateau, Benin.